# Rima Birt
Rima Birt és una estructura geològica del tipus rima a la superfície de la Lluna, situada amb el sistema de coordenades planetocèntriques a -20.65 ° de latitud N i -9.12 ° de longitud E. Fa un diàmetre de 54.18 km. El nom va ser fet oficial per la UAI l'any 1964 i fa referència al proper cràter Birt.